# Uedesheim Chiefs
Die Uedesheim Chiefs waren die Inline-Skaterhockey-Abteilung des SV Uedesheim aus Neuss. Die 1. Herrenmannschaft spielte zuletzt in der 2. Inline-Skaterhockey-Bundesliga. Austragungsort der Heimspiele war der Chiefs Garden auf der Bezirkssportanlage Neuss-Uedesheim.

## Geschichte
Die Uedesheim Chiefs wurden 1998 gegründet. Seit dem 23. März 1999 spielen sie auf einem an diesem Tag eingeweihten Hockeyplatz. Dieser wurde 2002 mit dem Erhalt eines Daches zur bis heute bespielten Halle, dem Chiefs Garden.
Im Jahr 2005 wurde die erste Mannschaft Pokalsieger, was sie gleichzeitig zur Teilnahme am Europapokal berechtigte. Dort schied man im Halbfinale aus. Im September 2013 gewannen die Chiefs im Pokalfinale ihren 2. nationalen Titel. In Assenheim gewann man mit 3:2 gegen den HC Köln-West und wurde somit zum zweiten Mal Pokalsieger.
Anfang August 2014 nahmen die Chiefs beim Europapokal der Pokalsieger in Rostock teil. Sie verloren das Halbfinale im Penaltyschießen und erreichten somit den vierten Platz.
Nach 15 Jahren Bundesligazugehörigkeit misslang 2016 zum ersten Mal der Klassenerhalt. Seitdem spielen die Uedesheim Chiefs in der 2. Inline-Skaterhockey-Bundesliga.
In der ewigen Tabelle der Inline-Skaterhockey-Bundesliga belegen die Chiefs (nach Stand: Ende der regulären Saison 2017) den neunten Platz (von 47).
Im Juni 2020 meldeten sich die Ruedesheim Chiefs beim Verband „ruhend“, nachdem bereits im Januar das Herrenteam abgemeldet wurde.

## Saisons
| Saison | Liga | Platzierung | Playoffs           | Erfolg(e)                                    |
| ------ | ---- | ----------- | ------------------ | -------------------------------------------- |
| 2002   | 1    | 7. Platz    | nicht qualifiziert | Viertelfinale Pokalwettbewerb                |
| 2003   | 1    | 5. Platz    | nicht qualifiziert | Viertelfinale Pokalwettbewerb                |
| 2004   | 1    | 5. Platz    | nicht qualifiziert | Halbfinale Pokalwettbewerb                   |
| 2005   | 1    | 2. Platz    | qualifiziert       | Halbfinale 1. Liga, Pokalsieger              |
| 2006   | 1    | 2. Platz    | qualifiziert       | Halbfinale, Viertelfinale Pokalwettbewerb    |
| 2007   | 1    | 3. Platz    | qualifiziert       | Halbfinale                                   |
| 2008   | 1    | 4. Platz    | qualifiziert       | Viertelfinale                                |
| 2009   | 1    | 8. Platz    | nicht qualifiziert | Halbfinale Pokalwettbewerb                   |
| 2010   | 1    | 4. Platz    | qualifiziert       | Viertelfinale, Viertelfinale Pokalwettbewerb |
| 2011   | 1    | 5. Platz    | nicht qualifiziert | Viertelfinale Pokalwettbewerb                |
| 2012   | 1    | 7. Platz    | nicht qualifiziert | Halbfinale Pokalwettbewerb                   |
| 2013   | 1    | 8. Platz    | nicht qualifiziert | Pokalsieger                                  |
| 2014   | 1    | 9. Platz    | nicht qualifiziert | Achtelfinale Pokalwettbewerb                 |
| 2015   | 1    | 10. Platz   | nicht qualifiziert | Viertelfinale Pokalwettbewerb                |
| 2016   | 1    | 12. Platz   | nicht qualifiziert | Achtelfinale Pokalwettbewerb                 |
| 2017   | 2    | 8. Platz    | nicht qualifiziert |                                              |
| 2018   | 2    | 6. Platz    | nicht qualifiziert |                                              |